# Klosters socken
Klosters socken i Södermanland ingick i Österrekarne härad, uppgick 1907 i Eskilstuna stad, och området är sedan 1971 en del av Eskilstuna kommun, från 2016 inom Eskilstuna Klosters distrikt.
Socknens areal var 50, 55 kvadratkilometer land. År 1896 fanns här 2 531 invånare. Johanniterklostret i Eskilstuna låg i socknen. Som församlingskyrka användes till 1929 Fors kyrka gemensamt med staden och Fors församling. 

## Administrativ historik
Klosters socken har medeltida ursprung. 
Vid kommunreformen 1862 övergick socknens ansvar för de kyrkliga frågorna till Klosters församling och för de borgerliga frågorna till Klosters landskommun. 1907 inkorporerades landskommunen i Eskilstuna stad som 1971 ombildades till Eskilstuna kommun. Församlingen uppgick 1931 i Eskilstuna Klosters församling som 2010 uppgick i Eskilstuna församling.
1 januari 2016 inrättades distriktet Eskilstuna Kloster, med samma omfattning som Eskilstuna Klosters församling hade 1999/2000, och vari detta sockenområde ingår.
Socknen har tillhört län, fögderier, tingslag och domsagor enligt vad som beskrivs i artikeln Österrekarne härad.  De indelta soldaterna tillhörde Södermanlands regemente, Öster Rekarne kompani.

## Geografi
Klosters socken låg närmast öster om Eskilstuna. Socknen har odlingsbygd i centrum utmed ett tillflöde till Eskilstunaån och är i övrigt en skogsbygd.

## Fornlämningar
Gravrösen och skålgropar från bronsåldern är funna.  Från järnåldern finns cirka 40 gravfält. Åtta fornborgar och sex runristningar är kända.

## Namnet
Namnet (1491 Eskilstune closter, 1598 Klöster) kommer från det johanniterkloster som legat här.